# Zied Gharsa
 (avril 2025).
Si vous disposez d'ouvrages ou d'articles de référence ou si vous connaissez des sites web de qualité traitant du thème abordé ici, merci de compléter l'article en donnant les références utiles à sa vérifiabilité et en les liant à la section « Notes et références ».
Zied Gharsa (arabe : زياد غرسة), né le 17 mars 1975 à Tunis, est un musicien, compositeur et chanteur tunisien.

## Biographie
Fils du musicien Tahar Gharsa et de Nabiha Karabibene, il s'initie à la musique tunisienne au sein du foyer familial. Son père, lui-même élève de l'illustre Khemaïs Tarnane, lui transmet les bases du malouf tunisien.
Diplômé de musique à l'âge de 14 ans, il devient progressivement l'un des meilleurs interprètes du patrimoine musical classique (malouf et mouachahs) avec sa voix de ténor. Il joue également de divers instruments de musique : oud, violon, violoncelle, piano, flûte, etc.
Il dirige de juillet 2006 à 2011 l'orchestre et la chorale de La Rachidia en remplacement d'Abdelhamid Ben Aljia.
En 1997, il est un invité d'honneur dans la saison 2 de la série télévisée El Khottab Al Bab réalisée par Slaheddine Essid, Ali Louati et Moncef Baldi.

## Distinctions
- Officier de l'Ordre national du Mérite (Tunisie, 2004)[1].